# Näresaari (ö i Mellersta Finland, Äänekoski, lat 62,66, long 26,41)
Näresaari är en ö i Finland. Den ligger i sjön Konnevesi och i kommunen Konnevesi i den ekonomiska regionen  Äänekoski ekonomiska region  och landskapet Mellersta Finland, i den centrala delen av landet, 290 km norr om huvudstaden Helsingfors. Öns area är 73,6 hektar och dess största längd är 1,7 kilometer i nord-sydlig riktning.